# Robert Henry Dicke
Robert Henry Dicke (St. Louis, 6 de maio de 1916 — Princeton, 4 de março de 1997) foi um físico estadunidense.